# Lindernia
Lindernia é um género botânico pertencente à família Linderniaceae.

## Sinonímia
Bonnaya, Geoffraya, Hemiarrhena, Strigina, Tuyamaea, Vandellia

### Espécies
Gênero composto por 241 espécies:
- L. abyssinica
- L. acicularis
- L. aculeata
- L. alsinoides
- L. alterniflora
- L. anagalis
- L. anagallidea
- L. anagallidea var. anagallidea
- L. anagallis
- L. andongensis
- L. angolensis
- L. angustifolia
- L. antipoda
- L. antipoda verbenifolia
- L. aplectra
- L. aprica
- L. attenuata
- L.
- L.
- L.
- L.
- L.
- L.
- L.
- L.
- L.
- L.
- L.
- L.
- L.
- L.
- L.
- L.
- L.
- L.
- L.
- L.
- L.
- L.
- L.
- L.
- L.
- L.
- L.
- L.
- L.
- L.
- L.
- L.
- L.
- L.
- L.
- L.
- L.
- L.
- L.
- L.
- L.
- L.
- L.
- L.
- L.
- L.
- L.
- L.
- L.
- L.
- L.
- L.
- L.
- L.
- L.
- L. eberhardtii
- L. elata
- L. elata var. angustifolia
- L. ellobum
- L. emarginata
- L. erecta
- L. eremophiloides
- L. estaminodiosa
- L. exilis
- L.
- L.
- L.
- L.
- L.
- L.
- L.
- L.
- L.
- L.
- L.
- L. hartlii
- L. hirsuta
- L. hirta
- L. hookeri
- L. horombensis
- L. humilis
- L. hypandra
- L. hyssopioides
- L. hyssopoides
- L. ilicifolia
- L. inaperta
- L. insularis
- L. intrepida
- L. inundata
- L.
- L.
- L.
- L.
- L.
- L.
- L.
- L.
- L.
- L.
- L.
- L.
- L.
- L.
- L.
- L.
- L.
- L.
- L.
- L.
- L.
- L.
- L.
- L.
- L.
- L.
- L.
- L.
- L.
- L.
- L.
- L.
- L.
- L.
- L.
- L.
- L.
- L.
- L.
- L.
- L.
- L.
- L.
- L.
- L.
- L.
- L.
- L. oblonga
- L. obtusa
- L. oliverana
- L. oliveriana
- L. oppositifolia
- L. ovata
- L.
- L.
- L.
- L.
- L.
- L.
- L.
- L.
- L.
- L.
- L.
- L.
- L.
- L.
- L.
- L.
- L.
- L.
- L.
- L.
- L.
- L.
- L.
- L.
- L.
- L.
- L.
- L.
- L.
- L.
- L.
- L.
- L.
- L.
- L.
- L.
- L.
- L.
- L.
- L.
- L.
- L.
- L.
- L.
- L.
- L.
- L.
- L.
- L.
- L.
- L.
- L.
- L.
- L.
- L.
- L.
- L.
- L.
- L.
- L.
- L.
- L.
- L.
- L.
- L.
- L.
- L.
- L.
- L.
- L.
- L.
- L.
- L.
- L.
- L.
- L. vandellioides
- L. vandelloides
- L. verbenifolia
- L. veronicifolia
- L. verticillata
- L. viatica
- L. viscosa
- L. viscosa var. glabra
- L. whytei
- L. wilmsii
- L. yaoshanensis
- L. yaundensis